# Somewhere Else Before
Somewhere Else Before är ett samlingsalbum från 2001 av jazzgruppen Esbjörn Svensson Trio. Det består av fem spår från albumet Good Morning Susie Soho och fem från From Gagarin's Point of View. Albumet släpptes av det amerikanska skivbolaget inför trions USA-turné 2001.

## Låtlista
All musik är skriven av Esbjörn Svensson Trio om inget annat anges.
1. Somewhere Else Before – 5:35
2. Dodge the Dodo – 5:25
3. From Gagarin's Point of View – 4:03
4. The Return of Mohammed – 6:30
5. The Face of Love (David Robbins/Tim Robbins/Nusrat Fateh Ali Khan) – 6:52
6. Pavane (Thoughts of a Septuagenarian) – 3:44
7. The Wraith – 9:21
8. The Chapel – 4:15
9. In the Face of Day – 6:54
10. Spam-Boo-Limbo – 4:39

Spår 1, 5–7 och 10 är hämtat från albumet Good Morning Susie Soho och spår 2–4 och 8–10 från From Gagarin's Point of View.

## Medverkande
- Esbjörn Svensson – piano, keyboards, slagverk
- Dan Berglund – bas, slagverk
- Magnus Öström – trummor, slagverk